# Сисакет
Сисакет (тайск. ศรีสะเกษ) — город в Таиланде, столица одноимённой провинции.

## История
Муниципалитет был основан 29 ноября 1936 года и получил название Кху Кхан по названию провинции, в которой находился. В 1939 году город был переименован в Сисакет вслед за переименованием провинции.

## Население
По состоянию на 2015 год население города составляет 42 092 человека. Плотность населения — 1150 чел/км². Численность женского населения (53 %) превышает численность мужского (47 %).
Национальный состав населения включает в себя лаосцев, тайцев, кхмеров, суай и другие национальности.